# すてぃーるガールズ
『すてぃーるガールズ』は、ちざきゃによる日本の4コマ漫画作品。『まんが4コマKINGSぱれっと』（一迅社）誌上で連載されていた。

## 概要
祢子と音澄は昼は普通の女子高生、夜は巷を騒がせる義賊...の見習い。
悪人をターゲットに盗みに入り、お宝を頂戴する...筈が、いつも失敗続き。
義賊と、それを追う警察官のドタバタコメディ4コマ漫画。
『まんが4コマKINGSぱれっと』（一迅社）誌上で創刊号から2008年1月号まで連載された。単行本は全1巻。

## 登場人物
栖照祢子
義賊の女子高生。
猫の属性を強く持ち、身体能力に優れるが、頭が弱い。
従姉妹でもある音澄の実験につきあわされてきたため、爆発に耐性がある。
頭は弱いが、常識的な感覚を持っているため、ツッコミの立場となることが多い。
学校では科学部に所属している。
城吉音澄
祢子同様、義賊の女子高生。
ねずみ小僧を先祖に持つ。
祢子とは幼馴染で従姉妹。現在は互いに半人前ということでコンビを組んでいる。
身体能力は高くないが、天才発明家であり、爆弾を常備している。
袖からは爆弾をはじめ、様々な物が飛び出す。
学校では科学部に所属している。
特殊メイクの技術も持っている。
尾間割一子
祢子と音澄を追う女性警察官。
通称ワン子。
学生時代に強盗の人質となり、犬飼警部に助けられたことがきっかけで刑事となる。
作中一番の常識人であるため、なにかと被害に遭うことが最も多い苦労人。
尾間割一美
一子の双子の姉。
祢子と音澄の担任教師でもある。
軽い天然さんで、ノリが軽い所がある。
犬飼剛志
一子の上司の自称敏腕警部。
かなり間抜けな性格のため、犯人を度々取り逃がす。

## 単行本
- 一迅社より「ぱれっとコミックス」として刊行されている。
  - 第1巻 （2008年3月15日発行） ISBN 978-4-7580-8008-8